# جامار فليتشير
جامار فليتشير (بالإنجليزية: Jamar Fletcher)‏ هو لاعب كرة قدم أمريكية أمريكي، ولد في 28 أغسطس 1979 في سانت لويس في الولايات المتحدة.

## وصلات خارجية
- جامار فليتشير على موقع مرجع كرة القدم المحترفة.كوم (الإنجليزية)